# VARTA
VARTA – niemieckie przedsiębiorstwo założone w 1887 r., jako AFA w Hagen, produkujące baterie i akumulatory, jedyny dostawca baterii i akumulatorów dla niemieckich okrętów podwodnych podczas II wojny światowej. Przekształcone w VARTA w 1962 roku.